# Thelairoleskia longicornis
Thelairoleskia longicornis är en tvåvingeart som först beskrevs av Louis-Paul Mesnil 1953.  Thelairoleskia longicornis ingår i släktet Thelairoleskia och familjen parasitflugor. Inga underarter finns listade i Catalogue of Life.